# Eupráxia (filha de Bóris I)
Eupráxia (em búlgaro: Евпраксия; romaniz.: Evpraksiya) ou Pérsia (em búlgaro: Персика; romaniz.: Persika) foi uma nobre búlgara, a primeira filha do príncipe (cnezo) Bóris I (r. 852–889) e sua segunda esposa, Maria. Seus irmãos eram Vladimir, Simeão I, Jacó, Gabriel e Ana. Seu nome está registrado no colofão do famoso Evangelho de Cividale de 867 no qual se enumera os filhos de Bóris.